# Ivan Vidav

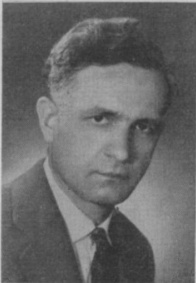
Ivan Vidav (1963)

Ivan Vidav [ˈiʋan ʋiˈdau̯] (* 17. Januar 1918 in Opicina bei Triest, Österreich-Ungarn; † 6. Oktober 2015) war ein jugoslawischer Mathematiker.

## Leben
Vidav begann 1937 ein Mathematikstudium an der Universität Ljubljana und wurde 1941 mit der Dissertation Kleinovi teoremi v teoriji linearnih diferencialnih enačb (deutsch: Kleinsche Sätze in der Theorie linearer Differentialgleichungen) bei Josip Plemelj promoviert. 1949 wurde er dort zum Assistenzprofessor und 1953 zum Professor ernannt. Seit 1985 war er Emeritus.
Vidavs Hauptarbeitsgebiete waren die  Funktionalanalysis und die Algebra. 1956 bewies er einen Satz, der die C*-Algebren unter allen Banachalgebren charakterisiert; dieser wurde später von Theodore W. Palmer erweitert und ist daher heute unter dem Namen Satz von Vidav-Palmer bekannt.
Für seine Lehrbücher Višja Matematika (Höhere Mathematik) I und II erhielt er 1952 den Prešeren-Preis (slowenischer Kulturpreis). Im Jahre 1958 wurde er zum korrespondierenden Mitglied der Slowenischen Akademie der Wissenschaften und Künste und 1962 zum ordentlichen Mitglied gewählt. 1992 wurde Vidav mit dem Staatspreis für sein Lebenswerk ausgezeichnet.